# ایتسومیچی ایسومورا
ایتسومیچی ایسومورا (به ژاپنی: 磯村一路، Itsumichi Isomura) (زادهٔ ۳۰ نوامبر ۱۹۵۰) کارگردان اهل ژاپن است. وی در بیستمین جشنواره فیلم یوکوهاما برندهٔ جایزهٔ بهترین کارگردان شد.